# Słowa na wolności
Słowa na wolności (wł. Parole in libertà) – pojęcie stworzone przez Filippo Tommaso Marinettiego, które początkowo zostało ogłoszone w manifeście Akt założycielski i manifest futuryzmu ("Le Figaro", 20 lutego 1909), a następnie w kolejnych tekstach programowych futuryzmu: w Manifeście literatury futurystycznej z 1912 roku i w pracy Zniszczenie składni. Wyobraźnia bez drutu. Słowa na wolności z roku 1913.
Termin "słowa na wolności" oznacza twórczość poetycką opierającą się na całkowitej autonomii poszczególnych słów, wolnych od tradycyjnej, logicznej składni. Najważniejszą część mowy stanowił rzeczownik i bezokolicznik czasownika (oderwany od formy "ja" miał ukazywać nieskończoną kinetykę rzeczywistości). Gorzej widziane były przysłówki i przymiotniki, gdyż wedle opinii włoskich futurystów, stanowiły zbędne elementy działające spowalniająco wobec ciągu przedstawianych rzeczy i obrazów. W ten sposób Marinetti chciał nadać poezji większą spontaniczność. Pisał: Aż do dziś literatura sławiła nieruchome zamyślenie, ekstazę i marzenie senne. My chcemy sławić agresywny ruch, gorączkową bezsenność, krok biegacza, salto mortale, policzek i pięść.
Do tego typu poetyki nawiązywał m.in. Anatol Stern i Stanisław Młodożeniec.